# 本庄镇
本庄镇，是中华人民共和国贵州省铜仁市石阡县下辖的一个乡镇级行政单位。

## 行政区划
本庄镇下辖以下地区：
乐桥村、葛闪渡村、葛龙坡村、茶溪村、黎坪村、沙沟村、长官司村、葛商屯村、双山村、大槽村、沙坝村、水口村、雷洞村、荆竹村、狮柳村、界牌村、瓮仰村、瓮堡村、岩门村、山口坳村、石头溪村、凉山村、云屯村、新庄村和龙屯村。